# Kevin Borlée
Kevin Borlée (Sint-Lambrechts-Woluwe, 22 februari 1988) is een Belgische voormalige atleet, die gespecialiseerd was in de 400 m. Hij maakte deel uit van het estafetteteam, de Belgian Tornados, dat in 2008, 2016, 2021 en 2024 op de Olympische Zomerspelen vierde werd en hierbij telkens het Belgische record op de 4 × 400 m estafette verbeterde. In 2010 behaalde hij op de Europese kampioenschappen in Barcelona met een opmerkelijke eindspurt goud op de 400 m. Een jaar later haalde hij brons op de wereldkampioenschappen. Met het estafetteteam werd hij op de 4 × 400 m indoorwereldkampioen en vijfmaal Europees kampioen, driemaal outdoor en tweemaal indoor.

## Biografie

### Eerste successen
Kevin is de tweelingbroer van Jonathan Borlée en heeft sprintster Olivia Borlée als zus, ook zijn jongere broer Dylan Borlée is sprinter . Alle vier worden zij getraind door hun vader, voormalig sprinter Jacques Borlée. 
Net als zijn broer veroverde Kevin zijn eerste titel bij de senioren op achttienjarige leeftijd: op de Belgische indoorkampioenschappen voor alle categorieën in Gent werd hij Belgisch kampioen op de 400 m, terwijl Jonathan de 200 m voor zijn rekening nam. Kevin zou er in de jaren die volgden vijf aan toevoegen, nog twee op de 400 m en drie op de 200 m.
Op 31 mei 2008 maakten Kevin en Jonathan Borlée in Neerpelt beiden deel uit van een nationale 4 × 400 meterploeg, die voor het overige bestond uit Cédric Van Branteghem en Kristof Beyens. Dit viertal kwam tot een tijd van 3.02,51 en verbeterde hiermee het 27 jaar oude nationale record. Dit record, gevestigd op 5 juli 1981, stond met 3.03,68 al die jaren op naam van Eddy De Leeuw, Danny Roelandt, Rik Vandenberghe en Fons Brydenbach. De nieuwe recordhouders, die in Neerpelt voor de eerste keer in deze samenstelling aantraden, misten de olympische limiet met een honderdste seconde. Veertien dagen later werd tijdens de Atletissima-meeting in Namen echter ook deze barrière geslecht. Met Nils Duerinck in plaats van Kristof Beyens liet het Belgische kwartet ditmaal 3.02,13 noteren, alweer 38 honderdste van een seconde sneller dan in Neerpelt.

### Twee nationale records op OS in Peking
Borlée liep op 19 augustus 2008 een Belgisch record op de 400 meter op de Olympische Zomerspelen van Peking met een tijd van 44,88, waarmee hij de vorige toptijd van Cédric Van Branteghem met 14 honderdste van een seconde verbeterde. Hij bereikte er de finale echter niet mee. Op de 4 × 400 m estafette plaatste hij zich enkele dagen later met zijn teamgenoten Cédric Van Branteghem, Arnaud Ghislain en Jonathan Borlée wél voor de finale door in de kwalificatieronde het Belgisch record te verbeteren tot 3.00,67. In de finale werden de Belgen vijfde en wisten ze het nationale record te verpulveren tot 2.59,37. De wedstrijd werd gewonnen door de Amerikaanse estafetteploeg, die met 2.55,39 een olympisch record liep. Nadat een lid van de Russische ploeg werd betrapt op het gebruik van doping, werd deze ploeg uit de uitslag geschrapt, waardoor de Belgische ploeg naar de vierde plaats promoveerde.

### Overstap naar Verenigde Staten
Eind 2008 stapte Kevin Borlée, die tot dan kinesitherapie had gestudeerd en woonachtig was geweest in zijn geboorteplaats Sint-Lambrechts-Woluwe, samen met broer Jonathan over naar Florida State University in Tallahassee, de universiteit waar ook de Nederlandse middellangeafstandsatlete Susan Kuijken sinds enkele jaren studeerde en atletieksuccessen boekte. Op het eerste grote toernooi sindsdien, de NCAA-kampioenschappen in Fayetteville (Arkansas), werd hij in 45,43 vierde op de 400 m, die werd gewonnen door zijn tweelingbroer. Deze bleef in 44,78 precies een tiende seconde onder het vorig jaar op de Spelen in Peking door zijn broer gevestigde nationale record. Anderhalf uur later hadden de tweeling tevens een groot aandeel in de winst van 'Florida State' op de 4 × 400 m estafette, waarin het viertal in 2.59,99 zelfs een tijd onder de drie minuten realiseerde, de op een na snelste seizoentijd van de wereld.
Enkele maanden later maakte Kevin Borlée deel uit van de Belgische delegatie naar de wereldkampioenschappen in Berlijn. Hij zou er optreden op de 400 m individueel en als lid van de nationale ploeg op de 4 × 400 m. Op de individuele 400 m kwam hij tot de halve finale, waarin hij in 45,28 op een vierde plaats eindigde en was uitgeschakeld. Op de 4 × 400 m estafette won het Belgische estafetteteam, dat naast Kevin Borlée bestond uit Antoine Gillet, Nils Duerinck en Cédric Van Branteghem, onverwacht zijn serie in 3.02,13. Een dag later deed het viertal er in de finale nog een schepje bovenop. Dit resulteerde in een vierde plaats met een tijd van 3.01,88, de beste seizoenprestatie. Slechts iets meer dan twee seconden bleven zij verwijderd van het nationale record van het jaar ervoor in Peking. En dit alles zonder de inmiddels aan zijn voet geblesseerde Belgische recordhouder op de 400 m, Jonathan Borlée.

### Identieke blessure
Direct na terugkomst van de WK bleek Kevin echter hetzelfde te zijn overkomen wat eerder dat seizoen ook zijn broer had uitgeschakeld: hij had een stressfractuur in een voetwortelbeentje van zijn linkervoet en moest voor zes weken in het gips, op het moment dat dit er bij zijn broer juist was afgegaan. Het verhaal vertoont opvallende gelijkenis met de stressfractuur in het scheenbeen die de Zweedse hordentweeling Susanna en Jenny Kallur in 2008 kort na elkaar opliepen en waaraan beiden toen moesten worden geopereerd. Evenals bij de Zweedse tweeling had Jonathan de blessure in het rechter- en Kevin in het linkerbeen.
Op grond van hun prestaties in Berlijn werden Antoine Gillet, Cédric Van Branteghem, Nils Duerinck en Kevin Borlée aan het eind van 2009 gekozen tot Belgische sportploeg van het jaar.

### Tweede op WK indoor
Aan het begin van 2010 waren de Borlée-twins weer volledig hersteld en terug op hun vertrouwde niveau. Gelegenheid om dit te bewijzen kreeg Kevin in maart op de wereldindoorkampioenschappen van 2010 in Doha. Nadat hij in de serie van de 4 × 400 m estafette samen met Nils Duerinck, broer Jonathan en Antoine Gillet naar een onbedreigde serie-overwinning was gelopen in 3.08,84, een Belgisch indoorrecord, waren zij in die finale zonder Duerinck maar met Cédric Van Branteghem nog eens bijna twee seconden sneller in 3.06,94, alweer een recordverbetering. Hiermee veroverden het Belgische viertal de zilveren medaille achter het onbereikbare Amerikaanse team, dat eerste werd in 3.03,40. Nooit eerder leverde een Belgisch estafettekwartet op een WK indoor een dergelijke prestatie.

### EK atletiek 2010
Na een goede voorbereiding, waarbij hij enkele weken eerder op de 400 m tijdens de Belgische kampioenschappen de finale had laten lopen, nadat hij in zijn reeks een goede tijd van 45,22 had gerealiseerd, was Kevin Borlée klaar voor de EK in Barcelona. Hier plaatste hij zich gemakkelijk voor de halve finale van de 400 m. In 45,71 won hij zijn reeks. In de halve finales kwam hij vervolgens tot een winnende 45,32, de zevende tijd van alle finalisten. In de finale leek het met Kevin Borlée, gestart in baan zes, na een redelijk goed begin steeds minder te gaan. Maar in de laatste 50 meter zette hij een indrukwekkende eindspurt in, waarbij de concurrentie leek stil te vallen. Hij finishte ten slotte met een borstlengte voorsprong als eerste in 45,08, meteen zijn beste jaarprestatie. Met deze gouden medaille is hij nog maar de derde Belgische man, die op een EK outdoor ooit een gouden medaille wist te halen. Voor hem hadden Gaston Roelants in 1962 op de 3000 m steeplechase en Karel Lismont op de marathon in 1971 goud behaald. Kevins broer Jonathan, die vrij algemeen werd beschouwd als de grote favoriet voor de titel, eindigde in de finale buiten de medailles als zevende in een tijd van 45,35.
Twee dagen later voegde Kevin nog eens een bronzen plak toe aan zijn palmares. Na eerdere winst in de serie van de 4 × 400 m estafette in 3.03,49, finishte hij met Arnaud Destatte, Cédric Van Branteghem en broer Jonathan op de slotdag van het toernooi als derde in 3.02,60 in een spannende finale, waarin de Russische (eerste in 3.02,14), Britse (tweede in 3.02,25), Belgische en Duitse (vierde in 3.02,65) ploegen aan elkaar gewaagd bleken.

### Brons op EK indoor 2011
De Belgische 4 × 400 m estafetteploeg reisde begin maart 2011 met hoge verwachtingen af naar Parijs voor deelname aan de Europese indoorkampioenschappen. Was men immers niet tweede geworden achter de Amerikanen op de WK indoor in Doha, het jaar ervoor? Net als in Barcelona tijdens de EK op de buitenbaan werden de Belgen in de Franse hoofdstad echter de voet dwars gezet door andere teams met vergelijkbare ambities. Waren het in Spanje de Russen en de Britten, die de Belgische formatie van het goud hadden afgehouden, ditmaal waren het opnieuw de Britten met daarnaast de Fransen, die in eigen huis vleugels hadden gekregen. Dat het hard ging, bewijst de tijd van 3.06,57, alweer een nationaal record, van de als derde eindigende Belgische formatie, die naast Kevin Borlée bestond uit Jonathan Borlée, Antoine Gillet en Nils Duerinck.

### Olympische Spelen 2012
Op de Olympische Spelen van 2012 in Londen plaatste Kevin Borlée zich op de 400 m via winst in zijn reeks in 45,14 en een tweede plaats in zijn halve finale in 44,84 rechtstreeks voor de finale. Hierin wist hij zich met zijn 44,81 in tijd nog weer iets te verbeteren, maar verder dan de vijfde plaats kwam hij er niet mee. Zijn broer Jonathan finishte twee honderdsten na hem als zesde. In de finale van de 4 × 400 m behaalden Kevin en Jonathan, samen met Antoine Gillet en Michaël Bultheel, in 3.01,83 de zesde plaats.

### Clubs
Kevin Borlée was lid van White Star, de club uit Sint-Lambrechts-Woluwe. Eind 2015 stapte hij over naar Racing Club Brussel. Eind 2020 tekende hij samen met zijn familieleden een contract bij Sport Vlaanderen en stapte hij over naar de Vlaamse club Olympic Essenbeek Halle.

## Kampioenschappen

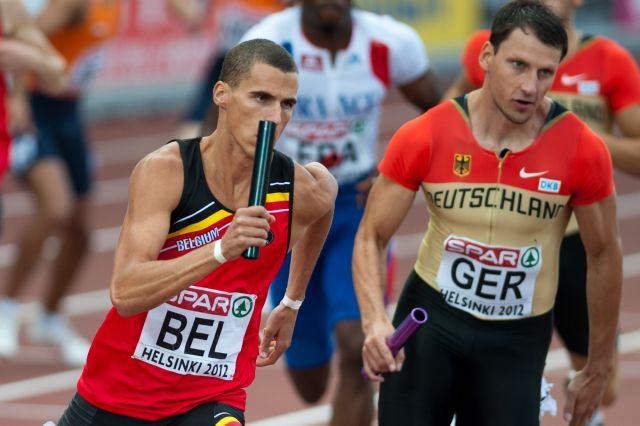
Kevin Borlée tijdens de estafette bij de EK in Helsinki, 2012

### Internationale kampioenschappen
| Onderdeel | Titel                   | Jaar             |
| --------- | ----------------------- | ---------------- |
| 400 m     | Europees kampioen       | 2010             |
| 4 × 400 m | Wereldindoorkampioen    | 2022             |
| 4 × 400 m | Europees kampioen       | 2012, 2016, 2018 |
| 4 × 400 m | Europees indoorkampioen | 2015, 2019, 2023 |

### Belgische kampioenschappen
Outdoor
| Onderdeel | Jaar                               |
| --------- | ---------------------------------- |
| 200 m     | 2009, 2011                         |
| 400 m     | 2007, 2012, 2013, 2014, 2017, 2018 |

Indoor
| Onderdeel | Jaar       |
| --------- | ---------- |
| 200 m     | 2007       |
| 400 m     | 2006, 2019 |

### Andere kampioenschappen
| Onderdeel | Titel         | Jaar |
| --------- | ------------- | ---- |
| 4 x 400 m | NCAA-kampioen | 2009 |

## Persoonlijke records
Outdoor
| Onderdeel | Prestatie       | Datum            | Plaats             |
| --------- | --------------- | ---------------- | ------------------ |
| 100 m     | 10,62 s         | 1 september 2007 | Beveren            |
| 200 m     | 20,72 s         | 23 juli 2011     | Brussel            |
| 300 m     | 32,22 s         | 19 juli 2017     | Naimette-Xhovémont |
| 400 m     | 44,56 s (ex-NR) | 16 juni 2012     | Brussel            |

Indoor
| Onderdeel | Prestatie    | Datum            | Plaats |
| --------- | ------------ | ---------------- | ------ |
| 60 m      | 6,85 s       | 2 februari 2013  | Gent   |
| 200 m     | 21,18 s      | 2 februari 2013  | Gent   |
| 300 m     | 32,72 s (NR) | 10 februari 2013 | Gent   |
| 400 m     | 46,87 s      | 19 februari 2006 | Gent   |
| 500 m     | 1.01,06      | 07 februari 2015 | Gent   |
| 600 m     | 1.15,65 (NR) | 13 februari 2011 | Gent   |

## Palmares

### 100 m
- 2020:  BK AC - 10,62 s

### 200 m
- 2007:  BK indoor AC - 21,51 s
- 2009:  BK AC - 20,89 s
- 2011:  BK AC - 20,80 s

### 400 m
Kampioenschappen
- 2006:  BK indoor AC - 46,87 s
- 2007:  BK AC - 46,38 s
- 2008: 3e in ½ fin. OS in Peking- 44,88 s
- 2009: 4e NCAA-kamp. in Fayetteville - 45,43 s
- 2009: 4e in ½ fin. WK in Berlijn - 45,28 s
- 2010:  EK in Barcelona - 45,08 s
- 2010: 4e Continental Cup in Split - 45,01 s
- 2011:  WK in Daegu - 44,90 s
- 2012:  BK AC - 44,63 s (in serie 44,56 s = NR)
- 2012: 5e OS in Londen - 44,81 s
- 2013:  BK AC - 44,73 s
- 2013: 4e in ½ fin. WK in Moskou - 45,03 s
- 2013: 4e Memorial Van Damme - 45,39 s
- 2014:  BK AC - 45,28 s
- 2014: 15e EK in Zürich - 46,15 s
- 2015:  BK AC - 45,84 s
- 2015: 4e ½ fin. WK in Peking - 44,74 s
- 2016: 4e EK in Amsterdam - 45,60 s
- 2016: 5e in serie OS - 45,90 s
- 2017:  BK AC - 45,51 s
- 2017: 4e in ½ fin. WK in Londen - 45,10 s
- 2018:  BK AC - 45,52 s
- 2018:  EK in Berlijn - 45,13 s
- 2018:  Memorial Van Damme – 45,62 s
- 2019:  BK indoor AC – 46,69 s
- 2019:  BK AC - 45,61 s
- 2021: DNS ½ fin. OS in Tokio (45,36 s in reeks)
- 2022:  BK AC - 46,04 s

Diamond League-podiumplekken
- 2011:  Prefontaine Classic – 45,51 s
- 2011:  Athletissima – 45,37 s
- 2011:  Memorial Van Damme – 44,97 s
- 2012:  Eindzege Diamond League
- 2012:  Herculis – 44,94 s
- 2012:  Athletissima – 45,27 s
- 2012:  Memorial Van Damme – 44,75 s
- 2013:  Adidas Grand Prix – 45,71 s

### 4 × 100 m
- 2013:  Jeux de la Francophonie in Nice - 39,58

### 4 × 400 m
- 2006: 5e WK junioren in Peking - 3.07,03
- 2008: 4e OS in Peking - 2.59,37 (NR)
- 2009:  NCAA-kamp. indoor - 3.05,97 (met team van FSU)
- 2009:  NCAA-kamp. in Fayetteville - 2.59,99 (met team van FSU)
- 2009: 4e WK in Berlijn - 3.01,88
- 2010:  WK indoor in Doha - 3.06,94 (NR)
- 2010:  EK in Barcelona - 3.02,60
- 2010: 2e Continental Cup in Split - 2.59,84 (met Europese ploeg)
- 2011:  EK indoor in Parijs - 3.06,57 (NR)
- 2011: 5e WK - 3.00,41
- 2012:  EK in Helsinki - 3.01,09
- 2012: 5e OS - 3.01,83
- 2013: 4e EK indoor in Göteborg - 3.07,98
- 2013: 5e WK in Moskou - 3.01,02 (in serie 3.00,81)
- 2014: 9e (1e in B-fin.) IAAF World Relays in Nassau - 3.02,97 (in reeks 3.02,79)
- 2014: 7e EK in Zürich - 3.02,60
- 2015:  EK indoor in Praag - 3.02,87 (AR)
- 2015:  IAAF World Relays in Nassau - 2.59,33 (NR)
- 2015: 5e WK in Peking - 3.00,24
- 2016:  EK in Amsterdam - 3.01,10
- 2016: 4e OS in Rio de Janeiro – 2.58,52 (NR)
- 2017:  EK indoor in Belgrado - 3.07,80
- 2017: 10e (2e in B-fin.) IAAF World Relays in Nassau - 3.07,14 (in reeks 3.05,45)
- 2017: 4e WK - 3.00,04
- 2018:  WK indoor in Birmingham – 3.02,51 (NR)
- 2018:  EK in Berlijn - 2.59,47
- 2019:  EK indoor in Glasgow - 3.06,27
- 2019:  WK in Doha - 2.58,78
- 2021: 4e EK indoor in Torun - 3.07,80
- 2021: 4e OS in Tokio – 2.57,88 (NR)
- 2022:  WK indoor in Belgrado - 3.06,52
- 2022:  WK in Eugene - 2.58,72
- 2022:  EK in München – 2.59,47
- 2023:  EK indoor in Istanbul – 3.05,83
- 2024: 4e OS in Parijs – 2.57,75 (NR)

### 4 × 400 m gemengd
- 2019: 6e WK in Doha - 3.14,22 (NR)
- 2021: 5e OS in Tokio - 3.11,51 (NR)
- 2024: 4e OS - 3.09,36 (NR)[5]

AR: Europees record

BK: Belgisch kampioenschap
 
EK: Europees kampioenschap

WK: Wereldkampioenschap

OS: Olympische Spelen

## Onderscheidingen
- Gouden Spike (trofee voor beste Belgische atleet van het jaar) - 2008, 2010, 2011
- Gouden Spike voor beste belofte - 2008
- Sportploeg van het jaar (met 4 x 400 m estafetteploeg) - 2009, 2010, 2011
- Nationale trofee voor sportverdienste - 2011

1928 Louis Crooy en Victor Groenen · 1929 Georges Ronsse · 1930 Hyacinthe Roosen · 1931 René Milhoux en Jules Tacheny · 1933 Jef Scherens · 1934 Union Sint-Gillis · 1935 Arnold de Looz-Corswarem · 1936 Ernest Demuyter · 1937 Joseph Mostert · 1938 Hubert Carton de Wiart · 1939 Henry de Menten de Horne · 1940 Fernande Caroen · 1941 Jan Guilini · 1942 Pol Braekman · 1943 Albert de Ligne · 1944 niet toegekend · 1945 vliegend personeel van de Belgische sectie van de Royal Air Force · 1946 Gaston Reiff · 1947 Micheline Lannoy en Pierre Baugniet · 1948 Etienne Gailly · 1949 Feru Moulin · 1950 Briek Schotte · 1951 Johny Claes en Jacques Ickx · 1952 André Noyelle · 1953 bemanning van het jacht Omoo (zeilsport) · 1954 Adolf Verschueren · 1955 Roger Moens · 1956 Gilberte Thirion · 1957 Jacky Brichant en Philippe Washer · 1958 René Baeten · 1959 Belgische hockeyploeg bij de mannen · 1960 Flory Van Donck · 1961 Rik Van Looy · 1962 Gaston Roelants · 1963 Aureel Vandendriessche · 1964 Joël Robert · 1965 Eerste Jachtwing van de Belgische Luchtmacht · 1966 Raymond Ceulemans · 1967 Ferdinand Bracke en Eddy Merckx · 1968 Jacky Ickx · 1969 Serge Reding · 1970 Freddy Herbrand · 1971 Miel Puttemans · 1972 Karel Lismont · 1973 Roger De Coster · 1974 Paul Van Himst · 1975 Jean-Pierre Burny · 1976 Ivo Van Damme · 1977 Gaston Rahier · 1978 RSC Anderlecht · 1979 Robert Van de Walle · 1980 Belgische voetbalploeg bij de mannen · 1981 Annie Lambrechts · 1982 Ingrid Berghmans · 1983 Eddy Annys · 1984 André Malherbe · 1985 niet toegekend · 1986 William Van Dijck · 1987 Ingrid Lempereur · 1988 Eric Geboers · 1989 Michel Preud'homme · 1990 Jan Ceulemans · 1991 Jean-Michel Saive · 1992 Annelies Bredael · 1993 Vincent Rousseau · 1994 Brigitte Becue · 1995 Frédérik Deburghgraeve · 1996 Johan Museeuw · 1997 Luc Van Lierde · 1998 Ulla Werbrouck · 1999 Gella Vandecaveye · 2000 Joël Smets · 2001 Kim Clijsters en Justine Henin · 2002 Marc Wilmots · 2003 Stefan Everts · 2004 Axel Merckx · 2005 Tom Boonen · 2006 Kim Gevaert en Tia Hellebaut · 2007 4x100m-estafetteploeg voor vrouwen · 2008 niet toegekend · 2009 Philippe Gilbert · 2010 Philippe Le Jeune · 2011 Kevin Borlée · 2012 Evi Van Acker · 2013 Frederik Van Lierde · 2014 Daniel Van Buyten · 2015 4x400m-estafetteploeg voor mannen · 2016 Nafissatou Thiam · 2017 David Goffin · 2018 Nina Derwael · 2019 Belgische hockeyploeg bij de mannen · 2020 Wout van Aert · 2021 Bashir Abdi · 2022 Remco Evenepoel · 2023 Bart Swings · 2024 Lotte Kopecky